# 武中奇
武中奇（1907年9月20日—2006年3月29日），中国书法家。

## 生平
出生于山东济南长清，以书法见长，曾任上海市人民法院监狱监狱长、中国书法协会江苏分会会长。2006年于南京去世。